# L'Maktoub
L'Maktoub (en français : Le Destin) est une série télévisée dramatique marocaine écrite par Fatine Youssoufi et réalisée par Alaa Akaaboune. La première saison est diffusée quotidiennement pendant le Ramadan en avril 2022, tandis que la saison 2 est diffusée en mars-avril 2023. L'Maktoub obtient les chiffres d'audience les plus élevés jamais enregistrés pour une série télévisée de 2M.

## Synopsis
L'Maktoub raconte l'histoire d'une femme nommée Halima, une chikha marocaine (danseuse/performance) qui élève sa fille (Hind) en tant que mère célibataire. La fille finit par épouser un homme d'affaires riche (Omar) avec deux filles d'un précédent mariage, qui expriment immédiatement leur mépris envers leur nouvelle belle-mère. Dans la deuxième saison, l'histoire se poursuit à partir de la mort de l'homme d'affaires et dépeint la vie luxueuse de sa femme et de son nouveau-né, ainsi que le conflit persistant entre la cheikha et ses belles-filles.
À travers le personnage de la chikha, l'émission aborde le problème des préjugés et du harcèlement social auxquels font face les artistes-interprètes et leurs enfants.

## Distribution
- Amine Ennaji : Omar El Maataoui
- Meriem Zaimi : Batoul
- Dounia Boutazout : Halima
- Salwa Zarhane : Salima
- Hind Benjbara : Hind
- Rafik Boubker : Driss
- Soukaina Darabil : Fatima
- Rabii El Kati
- Hind Saâdidi
- Ouenza
- Anas El Hamdouchi
- Ayoub Gritaa
- Khadija Zeroual[4],[5]

## Production
Avant d'être acceptée par 2M, L'Maktoub est rejetée deux fois par le service de radiodiffusion d'État car Youssoufi ne possédait pas l'autorisation de reproduire l'intrigue, ce qui aurait pu entraîner des problèmes de droits d'auteur. L'Maktoub est tourné à Rabat.

## Audience et réception
L'Maktoub est la série la plus regardée de toute l'histoire des séries télévisées produites par 2M, la principale chaîne de télévision du Maroc. Un public record de plus de 9,63 millions de téléspectateurs regarde le huitième épisode de la saison 1. La série enregistre 8 millions de téléspectateurs pour le premier épisode de la saison 2, réalisant une part de 52 % d'audience, ce qui indique que la moitié du public marocain regardant la télévision après l'iftar regardait la chaîne 2M. Sur YouTube, les épisodes ont atteint un million de vues en quelques heures après leur mise en ligne. Le total des visionnages sur YouTube dépasse les 200 millions pour les deux saisons.
Une controverse est déclenchée par une vidéo publiée par le prédicateur salafiste Yassine El Amri, qui a accusé 2M de normaliser la profession de chikha,. El Amri qualifie de dépravées de telles artistes féminines et a estimé qu'elles ne méritaient pas le respect, arguant qu'elles ne devraient pas être représentées de manière positive ou neutre à la télévision. Il soutient également que le mois sacré du Ramadan ne devrait pas être « profané » par la diffusion de tels programmes. Ses commentaires suscitent une forte réaction de la part des partisans de l'émission et de l'actrice qui jouait la chikha, Dounia Boutazout. Ils soutiennent que la représentation de la chikha est une représentation positive et réaliste d'une femme forte et réussie et que la chikha est un élément indéniable de la culture et du patrimoine marocains.